# Mihai Hlinschi
Mihai Hlinschi (n. 26 iulie 1934) este un fost deputat român în legislatura 1996-2000, ales în județul Neamț pe listele partidului PDSR. Mihai Hlinschi a fost membru în grupul parlamentar de prietenie cu Republica Cehă. 